# پارک ملی کوچیوسکو
پارک ملی کوچیوسکو (به انگلیسی: Kosciuszko National Park) یک منطقهٔ مسکونی در استرالیا است که در نیو ساوت ولز واقع شده‌است.